# (73453) Ninomanfredi
(73453) Ninomanfredi est un astéroïde de la ceinture principale.

## Description
(73453) Ninomanfredi est un astéroïde de la ceinture principale. Il fut découvert le 13 juillet 2002 à Campo Catino par Gianluca Masi et Franco Mallia. Il présente une orbite caractérisée par un demi-grand axe de 2,77 UA, une excentricité de 0,04 et une inclinaison de 4,2° par rapport à l'écliptique.

## Compléments